# Chiesa di Santa Maria Ausiliatrice (Rimini)
La chiesa di Santa Maria Ausiliatrice a Rimini è un luogo di culto cattolico situato presso Piazza Marvelli (ex Piazza Tripoli) a Marina Centro, un quartiere di Rimini.

## Storia e descrizione
La chiesa fu fatta sorgere ai primi del Novecento, nell'allora zona Trai, ancora spoglia di abitanti. Il primo mattone fu poggiato il 17 novembre 1912, in base al progetto dell'architetto bolognese Giuseppe Gualandi.
Il vescovo affidò la chiesa ai salesiani, che tuttora l'hanno in carico.
La struttura subì alcune modifiche a seguito delle guerre e con l'incremento turistico degli anni sessanta: viene realizzato un nuovo presbiterio ed un nuovo abside.
La chiesa ha raggiunto così una capienza di circa 600 persone.
Accanto al luogo di culto sorge anche l'Istituto scolastico (materna ed elementare) di Maria Ausiliatrice ed il grande centro ricreativo parrocchiale dei Salesiani.